# Chronische motorische of vocale ticstoornis
De chronische motorische of vocale ticstoornis is een ontwikkelingsstoornis waarbij gedurende minimaal een jaar motorische OF vocale tics optreden, dit in tegenstelling tot het syndroom van Gilles de la Tourette, waarbij de beide vormen van tics naast elkaar voorkomen.
Het DSM-IV vermeldt de volgende criteria:
- A. Er doen zich enkel- of meervoudige motorische of vocale tics voor (dat wil zeggen plotselinge, snelle, non-ritmische, stereotiepe motorische bewegingen of vocale uitingen), maar niet beide, gedurende een aanzienlijke periode tijdens de aandoening.
- B. De tics treden vele malen per dag op en bijna elke dag of regelmatig gedurende een periode van meer dan een jaar. Tijdens deze periode is er geen ticvrije periode van meer dan drie opeenvolgende maanden geweest.
- C. De aandoening veroorzaakt significant lijden of een ernstige belemmering in de sociale omgang, op het werk of op andere belangrijke terreinen.
- D. De aandoening uit zich voor de leeftijd van achttien jaar.
- E. De aandoening is geen gevolg van de directe fysiologische effecten van een substantie (bijvoorbeeld stimulerende middelen) of van een somatische aandoening (bijvoorbeeld de ziekte van Huntington of postvirale encefalitis).
- F. Er is niet voldaan aan de criteria voor het syndroom van Gilles de la Tourette.